# Friesland (Schiff, 1991)
Die Friesland ist ein gewässerkundliches Messschiff der Bundesrepublik Deutschland.

## Geschichte
Das Schiff wurde 1991 unter der Baunummer 158 bei den Deutschen Industrie-Werken in Berlin gebaut. Die Kiellegung fand am 5. Februar, der Stapellauf am 13. Juni 1991 statt. Im Juni wurde das Schiff auch getauft. Die Fertigstellung erfolgte im Oktober des Jahres. 
Das Schiff wird vom Wasserstraßen- und Schifffahrtsamt Ems-Nordsee auf der Ems, im Wattenmeer vor der ostfriesischen Küste und im Seegebiet vor den Ostfriesischen Inseln für gewässerkundliche Aufgaben sowie für die Kontrolle der Pegelanlagen an der Ems und im Wattenmeer eingesetzt. Es ersetzt die 1955 gebaute Emshörn und die 1961 gebaute Randzel.
Namensgeber ist die gleichnamige Landschaft an der Nordseeküste.

## Technische Daten und Ausstattung
Das Schiff wird von einem Sechszylinder-Viertakt-Dieselmotor der Motorenwerke Mannheim (Typ: TBD 604 BL 6) mit 514 kW Leistung angetrieben. Der Motor wirkt über ein Getriebe auf einen Festpropeller. Das Schiff erreicht eine Geschwindigkeit von bis zu 12 kn. Im Bug des Schiffes befindet sich eine als Wasserstrahlantrieb ausgelegte Querstrahlsteueranlage mit 145 kW Leistung.
Für die Stromversorgung befinden sich zwei Generatoren an Bord. Diese verfügen über 240 bzw. 53 kVA Scheinleistung.
Das Schiff verfügt im Achterschiffsbereich über ein offenes Arbeitsdeck mit einem Arbeitskran und einem Beiboot vom Typ Faster 650 CAT. Ein zweiter Kran befindet sich direkt hinter den im Vorschiffsbereich angeordneten Decksaufbauten. Für die Arbeit als Messschiff befindet sich ein Labor an Bord. 
Der Rumpf des Schiffes ist eisverstärkt (Eisklasse E).